# Puya meziana
Puya meziana är en gräsväxtart som beskrevs av Marx Carl Ludwig Ludewig Wittmack. Puya meziana ingår i släktet Puya och familjen Bromeliaceae. Inga underarter finns listade i Catalogue of Life.